# Siemianowice Śląskie
Siemianowice Śląskie (uitspraak: [ɕɛmjanɔˈvit͡sɛ ˈɕlɔ̃skʲɛ], ong. sjemianovietse sjlonskië) (Duits: Siemianowitz; 1939-1945: Laurahütte) is een stad in het Poolse woiwodschap Silezië. Het is een stadsdistrict. De oppervlakte bedraagt 25,16 km², het inwonertal thans 73.155 (2005).
De stad ontstond aan het eind van de Duitse periode die tot begin 1922 duurde, door een samenvoeging van de gemeentes Siemianowitz en Laurahütte. Van 1939 tot 1945 behoorde de stad kortstondig weer tot Duitsland; de Duitse inwoners werden daarna verdreven en gedeporteerd.

## Verkeer en vervoer
- Station Siemianowice Śląskie
- Station Bytków

## Geboren in Siemianowitz - Laurahütte - Siemianowice Śląskie
- Ernst Steinitz (1871-1928), Duits wiskundige

Stadsdistricten:
Bielsko-Biała ·
Bytom ·
Dąbrowa Górnicza ·
Gliwice ·
Jaworzno ·
Katowice ·
Jastrzębie Zdrój ·
Chorzów ·
Mysłowice ·
Piekary ·
Ruda Śląska ·
Rybnik ·
Siemianowice ·
Sosnowiec ·
Świętochłowice ·
Częstochowa ·
Tychy ·
Zabrze ·
Żory

Districten:
Będzin ·
Bielsko-Biała ·
Bieruń-Lędziny ·
Cieszyn ·
Częstochowa ·
Gliwice ·
Kłobuck ·
Lubliniec ·
Mikołów ·
Myszków ·
Pszczyna ·
Racibórz ·
Rybnik ·
Tarnowskie Góry ·
Wodzisław ·
Zawiercie ·
Żywiec